# Verê
Verê é um município brasileiro localizado no sudoeste do estado do Paraná, a 4 km da margem oeste do Rio Chopim. Fica próximo a Dois Vizinhos e Francisco Beltrão.

## História
O início do desbravamento do território se deu por volta de 1934, quando chegaram os primeiros pioneiros nas matas virgens da região. Os colonos chegaram no lombo dos burros através das picadas abertas, vindos principalmente de Santa Catarina e Rio Grande do Sul. No início, as atividades eram voltadas à derrubada das matas para a plantação das lavouras de milho e feijão e a criação e engorda de suínos. 
Verê tornou-se Distrito Administrativo de Pato Branco por meio da Lei Municipal nº. 6 de 26 de junho de 1953. Posteriormente em 1960 passou para jurisdição do município de Dois Vizinhos, do qual se desmembrou em 24 de junho de 1963 pela Lei Estadual nº. 4.729. Oficialmente tornou-se município em 26 de outubro de 1963, sendo seu primeiro prefeito Sr. Luiz Francisco Paggi.

## Etimologia
O nome Verê vem do indígena caiguangue "Viry", que foi um cacique dos índios de Guarapuava, região histórica de Palmas, amigo dos povoadores. Seu significado na linguística caiguangue é: "sempre, eternamente".

## Rodovias
- PR-469